# Лейтнер, Теа
Те́а Ле́йтнер (нем. Thea Leitner; июнь 1921, Вена — 9 августа 2016) — австрийская писательница и журналистка. Написала несколько детских книг. В мае 2003 года была награждена серебряным орденом за заслуги перед Веной (нем. Silbernes Ehrenzeichen für Verdienste um das Land Wien). Жена немецкого комментатора и популяризатора науки Себастьяна Лейтнера, с которым жила в Вене до его смерти в 1989 году.